# ساينتومترك

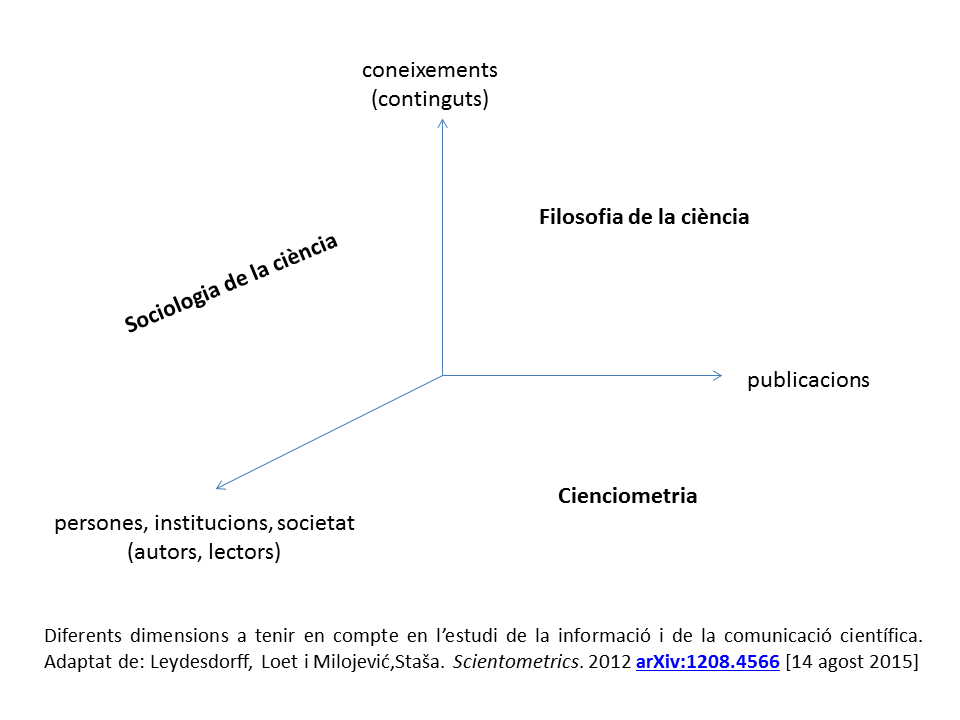

Scientometrics هو دراسة قياس وتحليل العلوم والتكنولوجيا والابتكار. قضايا البحث الرئيسية تشمل قياس الأثر، مرجع مجموعات من المواد للتحقيق في تأثير المجلات والمعاهد، فهم من الاستشهادات العلمية ورسم الخرائط المجالات العلمية وإنتاج المؤشرات لاستخدامها في السياسة والإدارة السياقات. في الممارسة العملية هناك تداخل كبير بين scientometrics وغيرها من المجالات العلمية مثل bibliometrics, نظم المعلومات, علوم المعلومات و العلوم العلوم السياسة.

## التطور التاريخي
الحديث scientometrics هو الغالب على أساس عمل ديريك جي دي Solla السعر ويوجين غارفيلد. إنشاء الأخير العلوم مؤشر الاقتباس وأسس معهد المعلومات العلمية التي تستخدم بكثافة من أجل scientometric التحليل. مخصص مجلة الأكاديمية, Scientometrics, تأسست في عام 1978. التصنيع العلم زيادة كمية من المنشورات والبحوث والنتائج صعود أجهزة الكمبيوتر يسمح فعالة تحليل هذه البيانات. في حين أن علم الاجتماع من العلوم التي تركز على سلوك العلماء، scientometrics تركز على تحليل المنشورات. وبناء على ذلك، scientometrics يشار أيضا إلى العلمية ودراسة تجريبية العلوم ونتائجها.
في وقت لاحق حول منعطف القرن، تقييم وترتيب العلماء والمؤسسات جاء في كشاف. على أساس الببليومترية تحليل المنشورات العلمية والاستشهادات، للتصنيف الأكاديمي لجامعات العالم ("تصنيف شنغهاي") نشرت لأول مرة في عام 2004 من قبل جامعة شنغهاي جياو تونغ. تأثير العوامل أصبحت أداة هامة لاختيار بين مختلف المجلات التصنيف العالمي مثل الترتيب الأكاديمي للجامعات العالمية ومرات التعليم العالي تصنيف الجامعات العالمية (المرتبة) أصبح مؤشرا على حالة من الجامعات. على h-index أصبح مؤشرا هاما الإنتاجية وأثرها عمل العلماء. بيد أن البديل المؤلف مستوى المؤشرات المقترحة (انظر على سبيل المثال).
في نفس الوقت مصلحة الحكومات في تقييم البحوث لغرض تقييم أثر العلم زيادة التمويل. مثل الاستثمارات في البحوث العلمية كجزء من الولايات المتحدة الأمريكية الانتعاش وإعادة الاستثمار لعام 2009 (ARRA) الرئيسية حزمة التحفيز الاقتصادي، برامج مثل ستار المقاييس من أجل تقييم ما إذا كان الأثر الإيجابي على الاقتصاد سوف تحدث في الواقع.

## طرق
أساليب البحث تشمل النوعية والكمية المناهج الحسابية. البؤر الرئيسية من الدراسات على المؤسسات الإنتاجية مقارنات والبحوث المؤسسية التصنيف العالمي، مجلة الترتيب  إنشاء كلية الإنتاجية والحيازة المعايير،  تقييم التأثير من أعلى المواد العلمية و النامية لمحات من كبار المؤلفين والمؤسسات من حيث الأداء البحثي 
أحد النتائج الهامة في هذا المجال هو مبدأ التكلفة التصعيد مفادها أن تحقيق المزيد من النتائج على مستوى معين من أهمية تنمو باطراد أكثر تكلفة في الإنفاق والجهد والموارد. ومع ذلك، جديد حسابي أساليب في البحث, آلة التعلم واستخراج البيانات تظهر أن هذا ليس هو الحال بالنسبة للعديد من استرجاع المعلومات واستخراج على أساس مشاكل. المجالات ذات الصلة هي تاريخ العلوم والتكنولوجيا، فلسفة العلم و علم اجتماع المعرفة العلمية.
المجلات في مجال تشمل Scientometrics, مجلة الجمعية الأمريكية العلوم وتكنولوجيا المعلومات ، مجلة Informetrics. على المجتمع الدولي من أجل Scientometrics و Informetrics تأسست في عام 1993 هو رابطة المهنيين في هذا المجال.